# Aellopos blaini
Aellopos blaini là một loài bướm đêm thuộc họ Sphingidae. Nó được tìm thấy ở Cuba, Jamaica, Hispaniola và Puerto Rico.